# Climax (écologie)
Pour les articles homonymes, voir Climax.

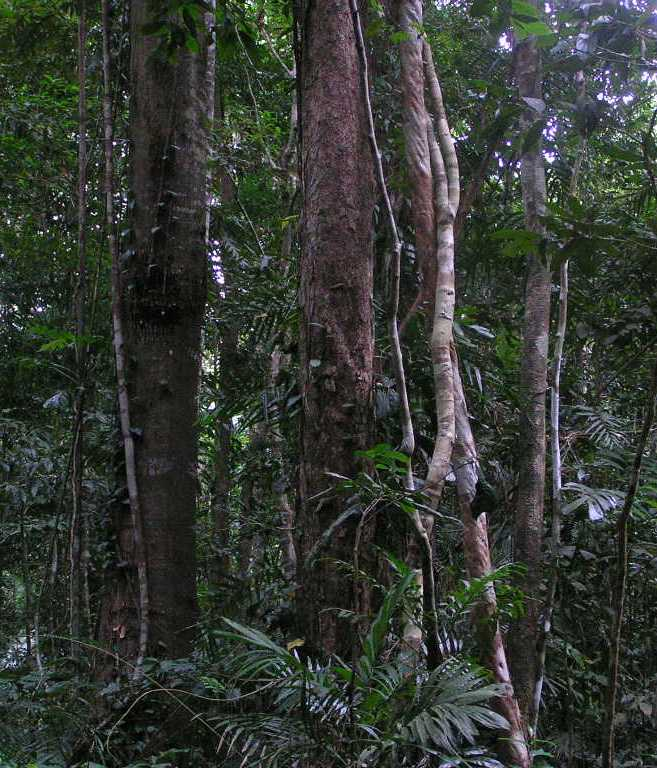
La forêt de Daintree dans le Queensland australien est un exemple de climax en écologie forestière.

Dans le domaine de l'écologie, le climax (du grec κλῖμαξ, klĩmax, escalier, échelle, gradation) désigne l'état final d'une succession écologique, l'état le plus stable dans les conditions abiotiques existantes. C'est un état théorique ; en réalité, différents stades de la succession écologique coexistent.
Lorsque cet état est atteint, l'énergie et les ressources ne servent théoriquement qu'à maintenir cet état. Lorsqu'un biome atteint son développement climacique, on fait référence à la végétation sous le terme de « végétation climacique ».

## Notion relative
La notion de climax fait référence à un état théorique final et stable, en équilibre dynamique. Nous savons aujourd'hui qu'en réalité tout milieu est en évolution constante car toutes les composantes du milieu évoluent elles aussi. De plus, les processus de régénération naturelle, de succession écologique et l'atteinte même d'un climax sont aujourd'hui extrêmement perturbés et compromis sous l'influence des actions humaines, et ce de plus en plus à l'ère moderne. On parle alors de pseudo climax ou méta-climax (voir ci-dessous).
Aux échelles paysagères, tout milieu est une mosaïque de zones vieillissantes et de zones en régénération naturelle (à la suite de perturbations de type chablis ou d'une catastrophe naturelle pour les milieux forestiers par exemple).

## Du climax au méta-climax
La notion théorique de climax se fondait originellement sur un schéma général linéaire de l’évolution et de la complexification de la végétation, en l’absence de toute intervention humaine, à partir d'un stade pionnier et dans un territoire précis, jusqu'au dernier stade d’expression du tapis végétal sous contrainte des conditions stationnelles locales. Un inconvénient de cette approche était son absence de prise en compte des impacts directs et indirects des perturbations (anthropiques notamment) sur la dynamique des écosystèmes.
En France, J. C. Rameau en 1998 et J. Bardat en 1993 ont donc fait évoluer la notion théorique initiale de climax vers une notion de méta-climax plus dynamique. 
Le méta-climax inclut à la fois les phases transitoires et optimales de la sylvigenèse : « le climax est atteint quand, sur la surface occupée par un type de végétation, se rencontrent, en mosaïque, différentes phases de la sylvigenèse et en particulier la phase transitoire et la phase optimale. Le climax est une mosaïque spatiotemporelle de phases sylvigénétiques, entité possédant une grande stabilité face aux perturbations de par l’équilibre dynamique offert dans l’espace et le temps ».
Pour Rameau (1988), un territoire est donc un ensemble de climax. Il parle d'essaim climacique. Chaque climax présente un degré propre de maturation (différent selon la nature de la perturbation à l'origine du « blocage » du processus climatique selon Lalanne & al. (2006) :

On peut ainsi distinguer 
- les climax édaphiques : liés à des « blocages édaphiques » sortant de la « moyenne » (ex : hydromorphie ou sécheresse excessive du sol) ; ils sont prépondérants selon[3] Bardat ;
- les climax stationnels : quand des blocages résultent de conditions méso-climatiques et édaphiques, souvent liés à l'exposition et au contexte géomorphologique ;
- les climax climatiques : quand des blocages résultent de conditions macro-climatiques régionales actuelles (ils pourraient devenir plus fréquents dans le contexte de dérèglement climatique).

## Climax et activités humaines anciennes
Dans les régions à sols pauvres et/ou acides, ou fragiles (zones sub-désertiques) les actions anthropiques telles que déforestation chronique, culture sur brûlis, surpâturage, récolte de litières ou/et du tapis herbacé forestier pour les animaux ou comme fumure agricole, ainsi que des activités minières (drainage acide + pollution relictuelle par les métaux lourds) peuvent entrainer des effets d'appauvrissement, d'acidification et de dégradation des sols, irréversibles à échelle humaine de temps.
À titre d'exemple, en Europe, la surexploitation de certains milieux siliceux (Vosges, landes du plateau de Fréhel en Bretagne…) a détruit des sols bruns acides encore riches en éléments minéraux pour les transformer en sols podzoliques très appauvris et acides en entrainant la disparition d'espèces jugées « climaciques » des forêts et clairières en les remplaçant par des landes permanentes (sur podzol à alios). C'est alors un autre milieu (lande, lande paratourbeuse, désert) qui tient lieu de climax, on parle alors de para-climax (stade paraclimacique appelé plagioclimax par les écologues anglais et disclimax par les américains) pour désigner ces milieux artificiellement bloqués dans leur évolution vers la forêt ou le stade climacique normal.
Le para-climax désigne aussi un climax constitué par des espèces introduites par l'Homme (espèces domestiques, espèces invasives…). Par exemple, une lande à callune dégradée et maintenue comme telle par le pâturage ou le brûlis constitue un paraclimax.
Dans certains cas (ex. : landes du plateau d'Helfaut dans le Pas-de-Calais en France), l'eutrophisation générale des milieux périphériques et la disparition des herbivores semble capable de relancer une dynamique climacique conduisant à la forêt, mais avec une certaine perte de biodiversité.
La notion de climax est pédagogiquement pratique en écologie du paysage, mais elle s'applique parfois difficilement au terrain. Elle est pour cela parfois controversée dans la communauté scientifique, certains chercheurs préférant ne pas utiliser ce terme au profit de la simple notion de succession écologique.